# Англо-шпански рат (1654—1660)
Англо-шпански рат (1654-1660) трећи је ратни сукоб између Енглеске и Шпаније. У овом рату Енглеска је освојила Кајманска острва, Јамајку, Денкерк и Мардик.

## Увод
Настојање Енглеске да учествује у експлоатацији богатстава прекоморских земаља и да се афирмира на светском мору довело је нужно до сукоба са Шпанцима и Португалцима који су тамо енергично сузбијали сваку појаву других европских сила тежећи да сачувају монопол у трговини. Из тих сукоба развило се гусарење и пиратерија који су на поморским комуникацијама трајали до пред крај 18. века, а повремено прерастали и у читаве ратове. Од 1585. године до 1808. године Енглеска и Шпанија воде међусобно 9 поморских ратова. Период се поклапа са постепеним јачањем Енглеске у којој буржоазија, материјално незаинтересованија за колонијалну експанзију, има више удела у државној политици; и декаденцијом Шпаније која споро излази из феудалних окова. У свим тим ратовима Енглези су на мору били у офанзиви, мада су у почетку били слабији. На крају је шпанска колонијална империја била из основа потресена, а Велика Британија се развила у највећи светску поморску силу.

## Рат
После успешно завршеног Првог англо-холандског рата, Енглеска која је обезбедила, проширила и учврстила свој удео у светској поморској трговини, ушла је у рат са Шпанијом са циљем директног напада на шпанске колоније. Лети 1654. године опремљене су две ескадре. Прва, од 25 бродова, упућена је крајем септембра исте године у Средоземно море под командом адмирала Блејка. Блејк је присилио папу Александра VII и великог војводу од Тоскане да плате одштету због помагања енглеског принца Руперта и Холанђана у Првом англо-холандском поморском рату. Пошто је туниски деј одбио да гарантује безбедност енглеских бродова и грађана од туниских гусара, Блејк је 9. априла 1655. године упловио са 15 бродова у добро утврђену луку Порто-Фарина, усидрио се испред катерија и ућуткао их након четворочасовног артиљеријског боја. Енглеске наоружане баркасе продрле су у унутрашњу луку и спалиле 9 туниских ратних бродова. Почетком јуна Блејк је стигао пред Кадис и отпочео блокаду луке и шпанске јужне обале ради хватања Сребрне флоте, али се у септембру повукао. Другу ескадру од 18 ратних и 20 транспортних бродова са 3000 војника повео је адмирал Вилијам Пен у Западну Индију. Ослањајући се на острво Барбадос и прикупивши појачања са енглеских поседа у Западној Индији, Енглези су априла 1655. године искрцали 7000 војника на Хиспаниолу. Искрцане трупе потукли су Шпанци 25. априла, па су отпловиле за Јамајку и 10-17. маја освојиле слабо брањено острво. Блокада шпанске обале настављена је средином марта 1656. године. Септембра исте године Блејкова флота је пресрела и након жестоког боја заробила и потопила сребрну флоту која се враћала из Мексика у домовину; другу флоту потпуно је уништила 20. априла 1657. године у луци Санта Круз де Тенерифе.